# Sunna Davíðsdóttir
Sunna Rannveig Davíðsdóttir, nota anche come Sunna Tsunami (Reykjavík, 21 giugno 1985), è una lottatrice di arti marziali miste e kickboxer Islandese.
Compete nella divisione dei pesi paglia nell’organizzazione statunitense Invicta Fighting Championships

## Biografia
Ha vissuto a Smalanden, in Svezia. Nel 1990 la sua famiglia si trasferì in Islanda e si stabilì nella città di Stokkseyri, nel sud dell'Islanda. Nello stesso anno sua sorella, Rakel Bára, morì in un tragico incidente automobilistico, un evento che colpì notevolmente la vita di Sunna.
È stata coinvolta in numerosi sport tra i quali il calcio, l’atletica e l’hockey sul ghiaccio. Nel 2009 ha frequentato la classe Muay thai e si è innamorata degli sport da combattimento. Da allora è una praticante attiva di arti marziali miste.
Ha una figlia, Anna Rakel, anch’essa appassionata delle MMA.

## Carriera
Come combattente amatoriale MMA ha un record di 5-1, mentre il suo record nel Muay thai è 4-0.
Nelle arti marziali miste è campionessa europea IMMAF 2015, oltre ad essere campionessa europea IBJJF 2015 di Brazilian Jiu-Jitsu, 3 volte campionessa islandese di jiu jitsu brasiliano e nel 2013 campione A.M.C.O. Muay thai Boxing Stadium e medaglia d'oro ABC Boxing Cup 2013. 

### Invicta Fighting Championships
Ad aprile 2016, Sunna entra a far parte del roster dei pesi paglia della promozione statunitense Invicta Fighting Championships. Il suo primo incontro per Invicta si è svolto all'evento Invicta FC 19 a Kansas City, Missouri, il 23 settembre 2016, dove ha sconfitto Ashley "Dollface" Greenway con una performance dominante che le ha valso una decisione unanime 30-27.

## Risultati nelle arti marziali miste
| Risultato | Record | Avversario      | Metodo              | Evento                                  | Data              | Round | Tempo | Città                    | Note                                            |
| --------- | ------ | --------------- | ------------------- | --------------------------------------- | ----------------- | ----- | ----- | ------------------------ | ----------------------------------------------- |
| Sconfitta | 3-1    | Kailin Curran   | Decisione (unanime) | Invicta FC: Phoenix Rising Series 1     | 3 maggio 2019     | 1     | 5:00  | Kansas City, Stati Uniti | Invicta FC: Quarti di finale torneo pesi paglia |
| Vittoria  | 3-0    | Kelly D'Angelo  | Decisione (unanime) | Invicta FC 24: Dudieva vs. Borella      | 15 luglio 2017    | 3     | 5:00  | Kansas City, Stati Uniti |                                                 |
| Vittoria  | 2-0    | Mallory Martin  | Decisione (unanime) | Invicta FC 22: Evinger vs. Kunitskaya 2 | 25 marzo 2017     | 3     | 5:00  | Kansas City, Stati Uniti |                                                 |
| Vittoria  | 1-0    | Ashley Greenway | Decisione (unanime) | Invicta FC 19: Maia vs. Modafferi       | 23 settembre 2016 | 3     | 5:00  | Kansas City, Stati Uniti | Debutto in Invicta Fighting Championships       |

## Curiosità
Sunna ha trascorso 6 mesi a Phuket, in Thailandia nel 2013. Il soprannome  "Tsunami" le è stato dato dalla gente del posto. Sunna ama il tempo trascorso a Phuket e porta il soprannome con piacere ed orgoglio.